# Ascension Parish Burial Ground
Koordinaten: 52° 13′ 7,1″ N, 0° 6′ 5″ O

Der Ascension Parish Burial Ground (vormals Christi Himmelfahrt Friedhof der Pfarrei St. Giles und St. Peter) ist ein im Jahr 1857 um eine heute säkularisierte Gnadenkapelle errichteter, ca. 6 Hektar Land umfassender Friedhof in Cambridge, England.

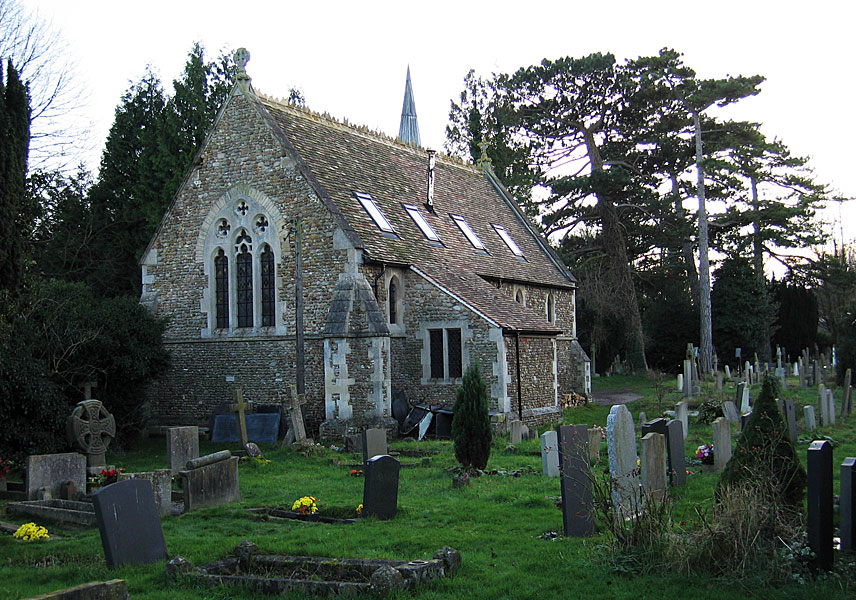
Ascension Parish Burial Ground, ehemals Christi Himmelfahrt Friedhof der Gemeinde St. Giles und St. Peter (Cambridge, England)

## Zur Geschichte
Als im viktorianischen Zeitalter in der Stadt Cambridge, wie in vielen weiteren britischen Städten und Gemeinden, die Bevölkerungsdichte zunehmend anstieg, wurde zusätzlicher Grund zur Bestattung der Verstorbenen vonnöten. Auf dem damals etwas außerhalb des Stadtzentrums sich befindenden Baugrund im Westen der Stadt wurde um die zur Pfarrei St. Giles und St. Peter gehörende Kapelle Christi Himmelfahrt ein Friedhof gebaut.
Im Jahr 1869 fand im damaligen Friedhof der Pfarrei St. Giles und St. Peter, dem heutigen Ascension Parish Burial Ground, die erste Beerdigung statt.
Heute ist die Gnadenkapelle, um die der Friedhof gebaut wurde, säkularisiert und beherbergt eine Werkstatt für Steinmetze.

## Personen, die auf dem Ascension Parish Burial Ground bestattet sind
Zu den auf dem Ascension Parish Burial Ground bestatteten Personen gehören
- Arthur Beer (1900–1980), österreichisch-tschechischer Astronom und Astrophysiker
- Arthur Christopher Benson (1862–1925), englischer Essayist, Dichter und Schriftsteller
- Olwen Brogan (1900–1989), britische Provinzialrömische Archäologin
- Sarah Clackson (1965–2003), britische Papyrologin und Koptologin
- Sir John Cockcroft (1897–1967), englischer Kernphysiker und Nobelpreisträger.
- Frances Cornford (1886–1960), britische Dichterin
- Francis Darwin (1848–1925), britischer Botaniker
- Horace Darwin (1851–1928), britischer Bauingenieur
- Arthur Stanley Eddington (1882–1944), britischer Astrophysiker
- James George Frazer (1854–1941), schottischer Ethnologe und Klassischer Philologe
- Reginald Hackforth (1887–1957), britischer Altphilologe
- Ernest William Hobson (1856–1933), britischer Mathematiker
- Sir Frederick Gowland Hopkins (1861–1947), britischer Chemiker, Mediziner, Biochemiker und Nobelpreisträger
- Horace Lamb (1849–1934), britischer Mathematiker und Physiker
- Guy Lee (1918–2005), britischer Altphilologe
- Edward Linfoot (1905–1982), britischer Mathematiker
- Desmond MacCarthy (1877–1952), britischer Journalist, Literatur- und Theaterkritiker
- Mary MacCarthy (1882–1953), britische Schriftstellerin
- Alfred Marshall (1842–1924), Nationalökonom
- Edwin A. Maxwell (1907–1987), schottischer Mathematiker
- George Edward Moore (1873–1958), englischer Philosoph
- Andrew Munro (1869–1935), schottischer Mathematiker
- Alfred Newton (1829–1907), englischer Zoologe und Ornithologe
- Arthur Stanley Ramsey (1867–1954), britischer Mathematiker
- Frank Plumpton Ramsey (1903–1930), britischer Mathematiker, Philosoph und Ökonom
- W. W. Rouse Ball (1850–1925), englischer Mathematiker und Mathematikhistoriker
- George Augustus Selwyn (1809–1878), Bischof und Heiliger der anglikanischen Kirche
- Charlotte Angas Scott (1858–1931), britische Mathematikerin
- Lucy Joan Slater (1922–2008), britische Mathematikerin und Informatikerin
- Joseph Peter Stern (1920–1991), Germanist
- Henry Martyn Taylor (1842–1927), englischer Mathematiker
- John Wisdom (1904–1993), britischer Philosoph
- Ludwig Wittgenstein (1889–1951), österreichischer Philosoph
- Charles Wood (1866–1926), irischer Komponist
- William Aldis Wright (1831–1914), britischer Schriftsteller